# الفضائل العليا

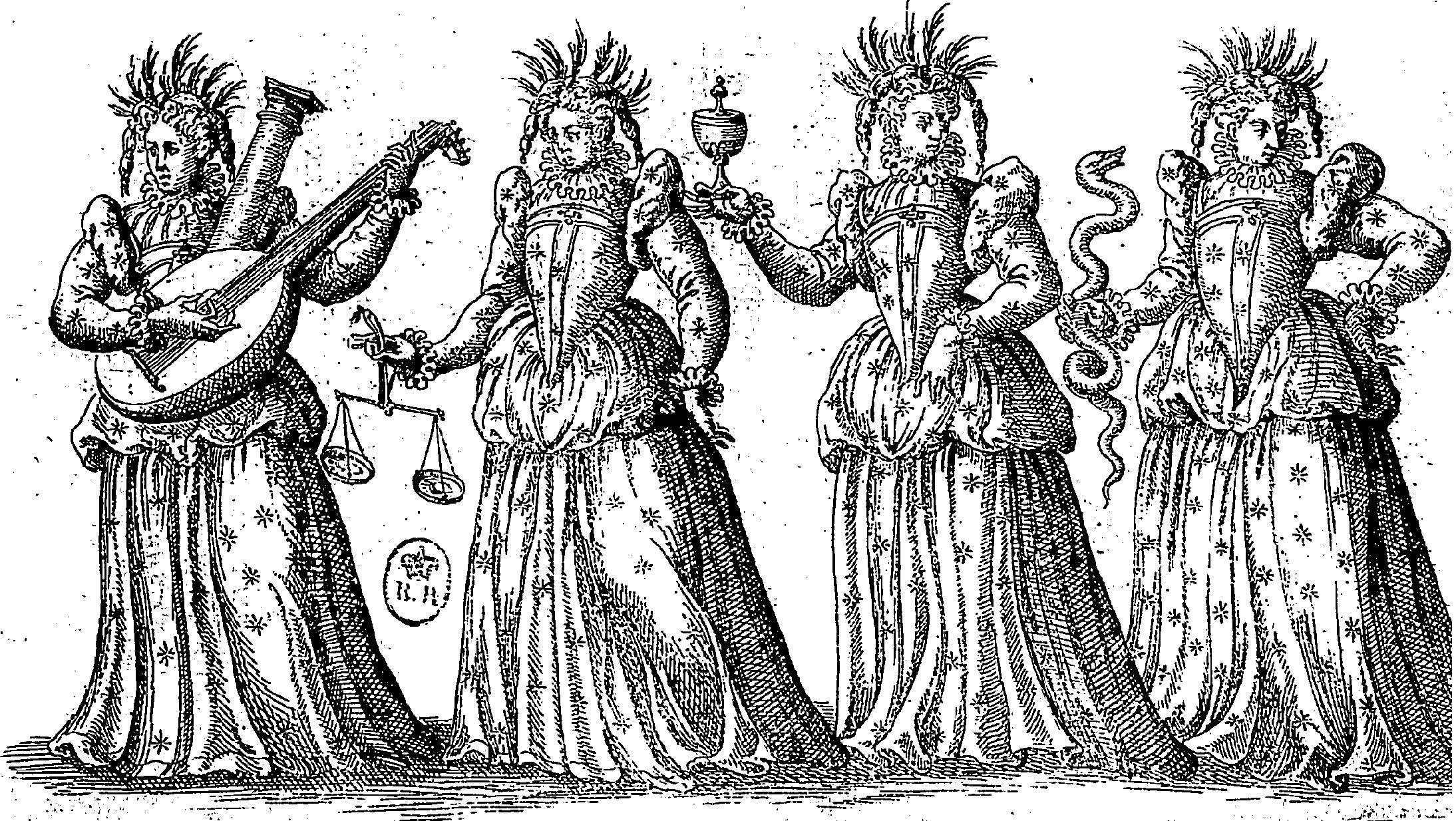
صورة تمثل الفضائل العليا الأربعة.

الفضائل الكاردينالية أو الفضائل العليا هي الفضائل الأربع للعقل والشخصية في الفلسفة الكلاسيكية. تشمل هذه الفضائل التبصر، والعدل، والثبات والاعتدال. تشكل هذه الفضائل معًا نظرية الفضيلة في علم الأخلاق. يأتي مصطلح كاردينال من الكلمة اللاتينية cardo (التي تعني مفصلة)؛ تُوصف كل من هذه الفضائل الأربع بأنها «كاردينالية» نظرًا إلى اندراج جميع الفضائل الأخرى تحتها وتوقفها عليها.
يرجع تحديد هذه الفضائل لأول مرة إلى أفلاطون في كتابه الجمهورية IV، 426-435. ساهم أرسطو بعد ذلك في شرحها بشكل منهجي من خلال عمله الأخلاق النيقوماخية. اعترف أتباع الرواقية أيضًا بالفضائل الكاردينالية وعمل شيشرون على التوسع فيها. أدرج التقليد المسيحي بدوره الفضائل الكاردينالية في الأسفار القانونية الثانية في حكمة سليمان 8: 7 بالإضافة إلى 4 مكابيين 1: 18-19، وعمل كل من ملافنة الكنيسة أمبروز، وأوغسطينوس وتوما الأكويني على تفسير نظرائها الخارقة للطبيعة، التي تتمثل في الفضائل اللاهوتية الثلاث: الإيمان، والأمل والإحسان.

## الفضائل الكاردينالية الأربع
- التبصر (φρόνησις، فرونسس؛ باللاتينية: prudentia؛ يُعرف أيضًا بالحكمة، وصوفيا وسابيينتيا) هو القدرة على تمييز مسار الفعل المناسب الذي يجب اتخاذه في موقف معين في الوقت المناسب، مع مراعاة التبعات المترتبة على هذه الفعل؛ الاحتراز.
- العدل (ἀνδρεία، ديكايوسين، باللاتينية: iustitia): يُشار إليه أيضًا باسم العدالة؛ تحمل الكلمة اليونانية من المصطلح معنى الصلاح.[4]
- الشجاعة (ἀνδρεία، أندرييا، باللاتينية: fortitudo): طول الأناة، والقوة، والقدرة على التحمل، ورباطة الجأش (الصبر والصمود)، والتفاني والقدرة على مواجهة كل من الخوف، وعدم اليقين والترهيب (شدة البأس، والجرأة، والإقدام والجسارة). تجدر الملاحظة أن كلمة ἀνδρεία مرتبطة بشكل وثيق مع كلمة ἀνήρ («الذكر البالغ»)، ويمكن ترجمتها أيضًا إلى «الرجولة». تشمل بعض التعريفات الأخرى للشجاعة كلًا من «أندريا، والفضيلة، والنفس، والقلب، والهمة، والثوموس، والمثابرة، والبسالة، والاستبانة، وشدة البأس، والجرأة، والإقدام، والجسارة، والصلابة، والحزم، وسعة الحيلة، والهيبة والإصرار».
- الاعتدال (σωφροσύνη، سوفروسين؛ باللاتينية: temperantia) يُعرف أيضًا باسم تمالك النفس، وممارسة ضبط النفس، والامتناع، والتحفظ والاعتدال في الترغب. نظر أفلاطون إلى sōphrosynē، التي يمكن ترجمتها أيضًا إلى العقل السليم، باعتبارها الفضيلة الأكثر أهمية. غالبًا ما استُخدمت كلمة σωφροσύνη في الإشارة إلى شرب الكحول و«ومعرفة الكمية المناسبة» لتجنب العداء.

## في التقليد المسيحي
استمد اللاهوت الأخلاقي الكاثوليكي ما جاء في كل من حكمة سليمان والكتاب الرابع من سفر المكابيين في تطوير فكره حول الفضائل. استخدم أمبروز (ما يقارب 330 - ما يقارب 397) تعبير «الفضائل الكاردينالية»:
نحن نعلم أنه هنالك أربع فضائل كاردينالية: الاعتدال، والعدل، والتبصر والثبات.—   تعليق على لوك، V، 62.
وصف القديس أوغسطينوس أخلاقيات الكنيسة قائلًا:
بالنسبة إلى هذه الفضائل الأربع (ليت الجميع يشعرون بتأثيرها في عقولهم كما يحملون أسمائهم على أفواههم!)، فلن أتردد في تعريفها: يمثل الاعتدال الحب الذي يهب نفسه بالكامل لما يحب؛ ويمثل الثبات الحب الثابت الذي يحتمل أي شيء من أجل الشيء المحبوب؛ ويمثل العدل الحب الذي يخدم الشيء المحبوب فقط، إذ يحكم بالتالي بعدالة؛ ويمثل التبصر الحب الذي يميز بحكمة بين ما يعيقه وما يساعده.— من موريبوس إيكل، الفصل XV.

### العلاقة مع الفضائل اللاهوتية
يجب عدم الخلط بين الفضائل «الكاردينالية» والفضائل اللاهوتية الثلاث: الإيمان، والأمل والإحسان (الحب)، المذكورة في الرسالة الأولى إلى أهل قورنثوس 13.
وتبقى الآن هذه الثلاثة: الإيمان، والأمل والإحسان، إلا أن الحب أعظمها.
بسبب هذا المرجع، تندرج في بعض الأحيان مجموعة مكونة من سبع فضائل من خلال إضافة الفضائل الكاردينالية الأربع (التبصر، والعدل، والثبات والاعتدال) مع ثلاث فضائل لاهوتية (الإيمان، والأمل والإحسان). بينما تعود الفضائل الأربع الأولى إلى الفلاسفة اليونانيين الذين طبقوها على جميع الأفراد ممن يسعون إلى عيش حياة أخلاقية، تُعتبر الفضائل اللاهوتية خاصة بالمسيحيين وفقًا لما ورد في كتابات بولس في العهد الجديد.
تتباين الجهود المبذولة لربط الفضائل الكاردينالية مع تلك اللاهوتية. وفقًا للقديس أوغسطينوس، يقع الإيمان تحت العدل. كتب في تعليق ساخر عن الأذى الأخلاقي للآلهة الوثنية:
يحاول دانتي أليغييري بدوره ربط الفضائل الكاردينالية بتلك اللاهوتية في الكوميديا الإلهية، على وجه الخصوص في المخطط الرمزي المركب الذي رُسم في بورغاتوريو (المطهر) XXIX إلى XXXI. في وصفه لقافلة في جنة عدن (التي وضعها المؤلف على قمة جبل المطهر)، يصف دانتي إحدى العربات التي يجرها الغريفون وعلى متنها عدد كبير من الشخصيات، من بينهم ثلاث نساء مرتديات الأحمر، والأخضر والأبيض على اليمين، وأربع نساء مرتديات اللون الأرجواني على اليسار. تمثل العربة وفقًا للفهم الشائع الكنيسة المقدسة، بينما تمثل النساء على اليمين واليسار الفضائل اللاهوتية والكاردينالية على التوالي. يبقى المعنى الدقيق لدور النساء المجازي، وسلوكهن، وعلاقتهن المتبادلة وترميزهن اللوني مسألة خاضعة للتفسير الأدبي.

### العلاقة مع الخطايا السبع المميتة
خلال العصور الوسطى العليا، عارض بعض المؤلفين الفضائل السبع (الكاردينالية بالإضافة إلى اللاهوتية) مقابل الخطايا السبع المميتة. مع ذلك، «تُعد الأطروحات التي تركز حصرًا على كل من السباعيتين في الحقيقة نادرة للغاية». بالإضافة إلى ذلك، «يمكن بسهولة مضاعفة أمثلة كتالوجات العصور الوسطى المتأخرة للفضائل والرذائل التي توسع المجموعة السباعية المزدوجة أو تحبطها». تترافق هذه الموازاة مع عدد من المشاكل:
قد يبدو التضاد بين الفضائل والرذائل التي تنوه إليها هذه الأعمال غير إشكالي للوهلة الأولى، على الرغم من الإدراج المتكرر لمخططات أخرى. تعكس الفضائل والرذائل على ما يبدو بعضها البعض كمواقف أخلاقية إيجابية وسلبية، إذ تمكن المؤلفون في العصور الوسطى، مع ميلهم الحاد إلى المتوازيات والمتضادات، وضعها بسهولة ضد بعضها البعض. ... مع ذلك، تُعتبر التمثيلات الفنية مثل أشجار كونراد مضللة لأنها تخلق تعارضات بين الفضائل الأساسية والرذائل الكبرى ما يستند إلى عملية مجانبة بحتة. أما بالنسبة إلى المحتوى، لا يمكن للمخططين التطابق مع بعضهما البعض. على سبيل المثال، تتعارض اثنتان من الرذائل الكبرى اللتان تتمثلان في الشهوة والجشع مع الفضيلتين العلاجية المتمثلة في العفة والكرم على التوالي، وليس مع أي فضيلة لاهوتية أو كاردينالية؛ وعلى العكس، تتعارض فضيلتا الأمل والتبصر مع اليأس والحماقة وليس مع أي خطيئة مميتة. كان المؤلفون الأخلاقيون في العصور الوسطى على وعي تام بهذه الحقيقة. في الواقع، غالبًا ما حلت الرذائل الكبرى محلًا للمقارنة مع الفضائل العلاجية أو المعاكسة في أدب الأخلاقيات خلال العصور الوسطى، عوضًا عن مقارنتها بالفضائل الأساسية، وغالبًا ما ترافقت الفضائل الأساسية بدورها مع مجموعة من الرذائل المعاكسة عوضًا من ربطها بجميع لخطايا السبع المميتة.